# (8545) McGee
(8545) McGee (1994 AM1) – planetoida z pasa głównego asteroid okrążająca Słońce w ciągu 3,61 lat w średniej odległości 2,35 au. Odkryta 2 stycznia 1994 roku.